# Punta Mango
Punta Mango ist eine Landspitze an der Danco-Küste des westantarktischen Grahamlands. Sie liegt südlich des Hobbs Point der vorgelagerten Brooklyn-Insel und unmittelbar nördlich des Sadler Point am Ufer der Plata-Passage in der Wilhelmina Bay. 
Argentinische Wissenschaftler benannten sie. Der weitere Benennungshintergrund ist nicht überliefert.